# Dragon Club
Der Dragon Club de Yaoundé, auch einfach nur Dragon Club, ist ein 1928 gegründeter kamerunischer Fußballverein aus Yaoundé. Aktuell spielt der Verein in der zweiten Liga, der MTN Elite Two.

## Erfolge
- Kamerunischer Pokalsieger: 1982
- Kamerunischer Zweitligameister: 2014

## Stadion
Der Verein trägt seine Heimspiele im Stade Ahmadou Ahidjo in Yaoundé aus. Das Stadion hat ein Fassungsvermögen von 40.122 Personen.

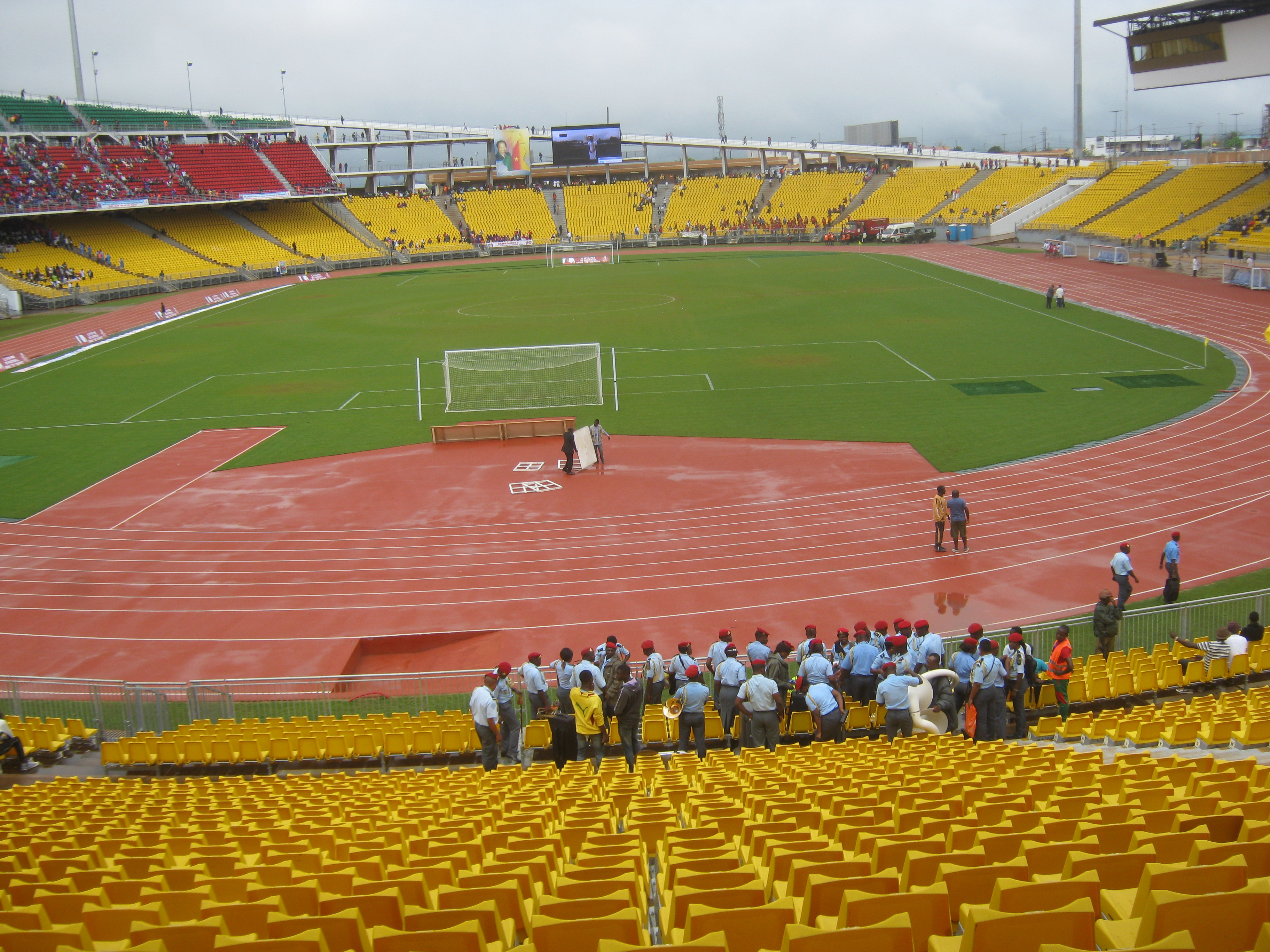
Stade Ahmadou Ahidjo